# Liste der Kulturgüter in Bürglen UR
Die Liste der Kulturgüter in Bürglen enthält alle Objekte in der Gemeinde Bürglen im Kanton Uri, die gemäss der Haager Konvention zum Schutz von Kulturgut bei bewaffneten Konflikten, dem Bundesgesetz vom 20. Juni 2014 über den Schutz der Kulturgüter bei bewaffneten Konflikten sowie der Verordnung vom 29. Oktober 2014 über den Schutz der Kulturgüter bei bewaffneten Konflikten unter Schutz stehen.
Objekte der Kategorien A und B sind vollständig in der Liste enthalten, Objekte der Kategorie C fehlen zurzeit (Stand: 1. Januar 2023).

## Kulturgüter
| Foto | | Objekt                                                                                   | Kat. | Typ | Standort                                    | Beschreibung |
| ---- | --- | ---------------------------------------------------------------------------------------- | ---- | --- | ------------------------------------------- | ------------ |
| ja   | Datei hochladen · Wikidata zu Haus in der Spielmatt «Planzerhaus» (Q29527540)                                       | Haus in der Spielmatt «Planzerhaus» KGS-Nr.: 05821                                       | A    | G   | Klausenstrasse 144 693402 / 192322          |              |
| ja   | Datei hochladen · Wikidata zu Katholische Pfarrkirche St. Peter und Paul mit Beinhaus und Ölbergkapelle (Q29527542) | Katholische Pfarrkirche St. Peter und Paul mit Beinhaus und Ölbergkapelle KGS-Nr.: 05822 | A    | G   | Kirchplatz b1 693293 / 192281               |              |
| ja   | Datei hochladen · Wikidata zu Tellskapelle (Q29890311)                                                              | Tellskapelle KGS-Nr.: 05823                                                              | B    | G   | Staldengasse 693290 / 192309                |              |
| ja   | Datei hochladen · Wikidata zu Wattigwilerturm (Q29890314)                                                           | Wattigwilerturm (Tellmuseum) KGS-Nr.: 05824                                              | B    | G   | Klausenstrasse b 693360 / 192309            |              |
| ja   | Datei hochladen · Wikidata zu Brücke am alten Klausenweg (Q29890293)                                                | Brücke am alten Klausenweg KGS-Nr.: 05825                                                | B    | G   | Brügg 694698 / 192511                       |              |
| ja   | Datei hochladen · Wikidata zu Loretokapelle St. Simon und Juda (Q29890302)                                          | Loretokapelle St. Simon und Juda KGS-Nr.: 05826                                          | B    | G   | Loreto a 694488 / 192489                    |              |
| ja   | Datei hochladen · Wikidata zu Meierturm (Q29890304)                                                                 | Meierturm KGS-Nr.: 05827                                                                 | B    | G   | Klausenstrasse 693322 / 192368              |              |
| ja   | Datei hochladen · Wikidata zu Wallfahrtskapelle Unserer Lieben Frau (Q29890309)                                     | Wallfahrtskapelle Unserer Lieben Frau KGS-Nr.: 05828                                     | B    | G   | Chappelenmatt-Riedertal 1.2 695574 / 191420 |              |
| BW   | Datei hochladen · Wikidata zu Tell-Museum (Q27479956)                                                               | Tell-Museum (Wattigwilerturm) KGS-Nr.: 08580                                             | B    | S   | Klausenstrasse b 693354 / 192306            |              |
| ja   | Datei hochladen · Wikidata zu Gasthaus zum Adler (Q29890294)                                                        | Gasthaus zum Adler KGS-Nr.: 10304                                                        | B    | G   | Klausenstrasse 137 693339 / 192303          |              |
| ja   | Datei hochladen · Wikidata zu Wohnhaus, Hof (Q29890315)                                                             | Wohnhaus, Hof KGS-Nr.: 10306                                                             | B    | G   | Belimatt 693365 / 192208                    |              |
| ja   | Datei hochladen · Wikidata zu Pfarrhaus (Q29890306)                                                                 | Pfarrhaus KGS-Nr.: 11359                                                                 | B    | G   | Klausenstrasse 141 693348 / 192329          |              |
| BW   | Datei hochladen · Wikidata zu Haus zur Stiege (Q29890300)                                                           | Haus zur Stiege KGS-Nr.: 11360                                                           | B    | G   | Feldgasse 4 693321 / 192209                 |              |
| ja   | Datei hochladen · Wikidata zu Haus in der Balmermatte ob St. Josef (Q29890297)                                      | Haus in der Balmermatte ob St. Josef KGS-Nr.: 11363                                      | B    | G   | Balmermatte 1.1 692894 / 192253             |              |
| BW   | Datei hochladen · Wikidata zu Haus Sebastian samt altem Kornspeicher im Resämätteli (Q29890299)                     | Haus Sebastian samt altem Kornspeicher im Resämätteli KGS-Nr.: 11366                     | B    | G   | St. Sebastiangasse 4 694081 / 192504        |              |